# Hermann Flottmann
Wilhelm Hermann Rudolf Flottmann (* 13. Juni 1812 in Malchow (bei Berlin); † 25. August 1891 in Neustrelitz) war ein deutscher Verwaltungsjurist, preußischer Landrat und Rittergutsbesitzer.

## Leben
Hermann Flottmann wurde als Sohn eines Rittergutsbesitzers auf Rathstock bei Frankfurt (Oder) geboren. Nach dem Besuch des Gymnasiums zum Grauen Kloster in Berlin studierte er Rechtswissenschaft. 1834 wurde er Mitglied des Corps Borussia Bonn. 1835 schloss er sich dem Corps Vandalia Rostock an. an. Nach dem Studium trat er in den Staatsdienst ein. 1847–1849 war er Landrat im Kreis Landsberg (Warthe). Er benötigte drei Wahlgänge, da die Kreisstände sich auch nach einem neuen Termin nicht einigten konnten und dann den zuständigen Regierungspräsidenten um die Ernennung Flottmanns, der den Kreis schon intermeristisch leitete, baten.
Vom Vater erbte er ein 280 ha großen Rittergutsanteil in Rathstock, östlich von Berlin gelegen. Den Ruhestand verlebte er auf Sophienhof in Mecklenburg, einem Ortsteil von Neustrelitz.